# Мужская сборная Ямайки по баскетболу 3×3
Мужская сборная Ямайки по баскетболу 3×3 представляет Ямайку на международных соревнованиях по баскетболу 3×3. Управляющим органом является Ассоциация баскетбола Ямайки (англ. Jamaica Basketball Association).
По состоянию на 16 сентября 2024, мужская сборная Ямайки по баскетболу 3×3 занимает 83-е место в мировом рейтинге ФИБА мужских сборных по баскетболу 3×3.

## Результаты выступлений
| Турнир                           | Золото | Серебро | Бронза | Всего |
| -------------------------------- | ------ | ------- | ------ | ----- |
| Чемпионат Америки (3×3 AmeriCup) | —      | —       | —      | —     |
| Итого                            | —      | —       | —      | —     |

### Чемпионат Америки по баскетболу 3×3 (AmeriCup)
| Год           | Место          | Игры           | Победы         | Поражения      | Состав команды                                                                        |
| ------------- | -------------- | -------------- | -------------- | -------------- | ------------------------------------------------------------------------------------- |
| Майами 2021   | 6              | 3              | 1              | 2              | Kevin Foster, Jabulani Newby, Taévaunn Prince, Romaine Thomas                         |
| 2022          | не участвовали | не участвовали | не участвовали | не участвовали | не участвовали                                                                        |
| Сан-Хуан 2023 | 12             | 2              | 0              | 2              | Nicholai Aresino Brown, Akeem Wayne Byron Scott, Romaine Thomas, Lushane Aldon Wilson |